# Neopsylla nebula
Neopsylla nebula är en loppart som beskrevs av Jameson et Hsieh 1971. Neopsylla nebula ingår i släktet Neopsylla och familjen mullvadsloppor. Inga underarter finns listade i Catalogue of Life.